# Al-Hedod SC
Der al-Hedod Sport Club (arabisch نادي الحدود الرياضي) ist ein irakischer Sportverein aus Bagdad. Aktuell, Stand Juli 2025, spielt der Verein in der zweiten Liga.
Der Sportclub bietet auch Basketball, Ju-Jutsu, Kickboxen und Wrestling an.

## Erfolge
- Irakischer Zweitligameister: 2021/22

## Stadion
Der Verein trägt seine Heimspiele im Al-Saher Ahmed Radhi Stadium in Bagdad aus. Das Stadion hat ein Fassungsvermögen von 5150 Personen.

## Aktueller Kader
Stand: September 2024
| Nr. |             | Position | Name                  |
| --- | ----------- | -------- | --------------------- |
| 1   | Irak        | TW       | Abdul Rahman Mohammed |
| 3   | Irak        | AB       | Saif Karim            |
| 4   | Irak        | AB       | Ali Hassan            |
| 5   | Irak        | AB       | Ahmed Abdul-Ridha     |
| 6   | Kolumbien   | MF       | Harlin Suárez         |
| 7   | Brasilien   | ST       | Paulo Victor          |
| 8   | Senegal     | ST       | Romuald Dacosta       |
| 9   | Irak        | ST       | Shirwan Kurdistan     |
| 11  | Irak        | MF       | Atheer Salih          |
| 13  | Irak        | MF       | Hussein Jabbar        |
| 15  | Irak        | MF       | Abbas Majid           |
| 16  | Mauretanien | MF       | Mohamed Dellahi       |

| Nr. |             | Position | Name                |
| --- | ----------- | -------- | ------------------- |
| 17  | Kolumbien   | AB       | Stiwar Mena         |
| 18  | Irak        | ST       | Ali Karim           |
| 19  | Irak        | AB       | Hussein Jassim      |
| 20  | Irak        | ST       | Mohammed Jameel     |
| 21  | Irak        | AB       | Hayder Ahmed        |
| 22  | Irak        | TW       | Saqr Ajail          |
| 23  | Mauretanien | ST       | Mouhamed Soueid     |
| 25  | Irak        | MF       | Baqer Attwan        |
| 27  | Irak        | AB       | Murtadha Hassan     |
| 55  | Irak        | MF       | Ali Mohsin          |
| 77  | Irak        | ST       | Hussein Abdul Ridha |

## Trainer
Stand: Oktober 2024
| Trainer           | von             | bis               |
| ----------------- | --------------- | ----------------- |
| Adel Nima         | 1. Januar 2008  | 31. Dezember 2012 |
| Adel Nima         | 1. Juli 2013    | 30. Juni 2014     |
| Adel Nima         | 1. Juni 2015    | 10. August 2017   |
| Adel Nima         | 24. Juli 2018   | 23. Juli 2019     |
| Adel Nima         | 12. August 2023 | 30. Juni 2024     |
| Haider Abdulameer | 23. Juli 2024   |                   |